# Duoprop

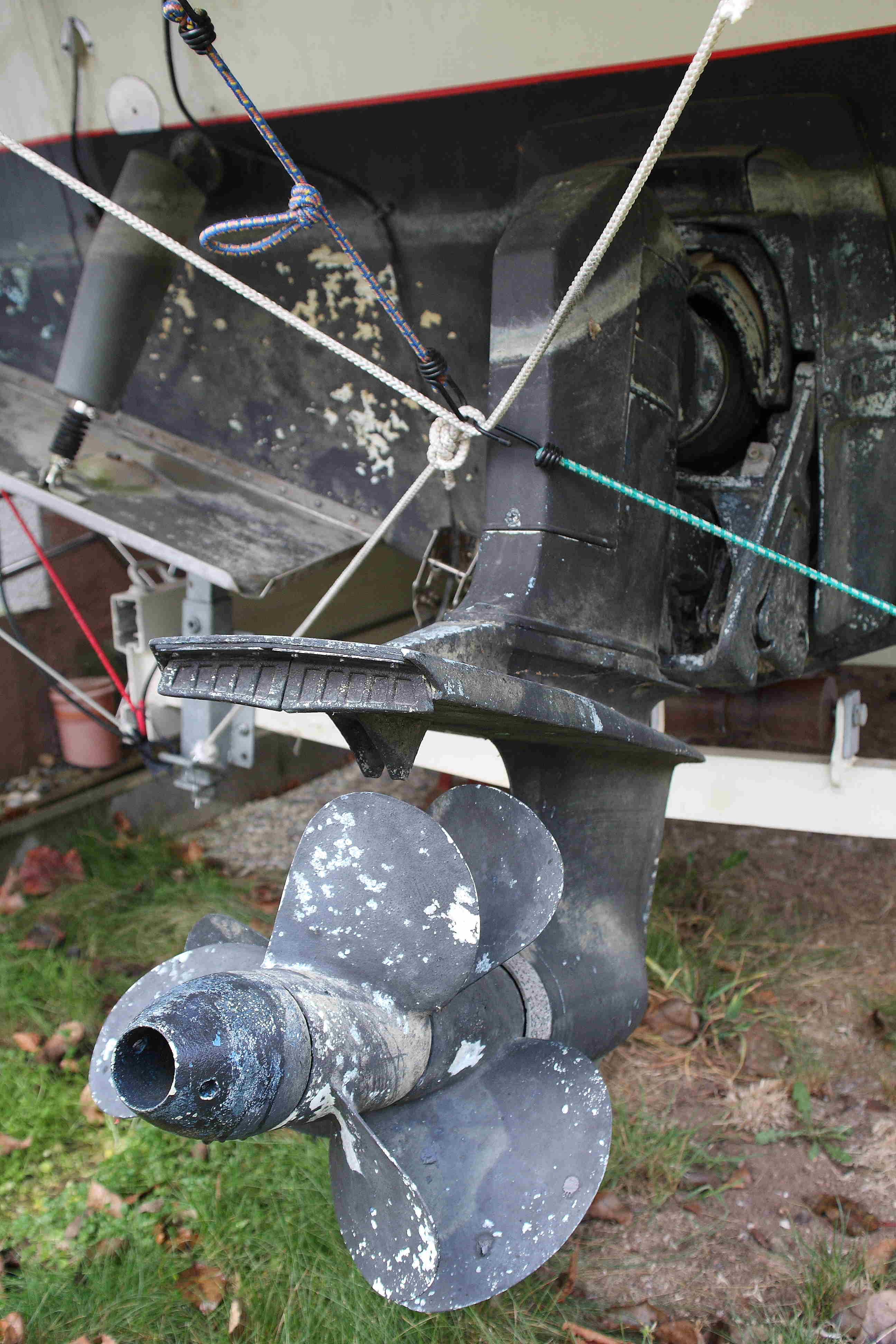
Duoprop (wahrscheinlich DP-A) mit Propellersatz B2. Mit Antifouling gestrichen

Duoprop ist der Name eines von Volvo Penta entwickelten Systems für Bootsantriebe.
Auf der Welle eines Antriebs befinden sich hintereinander ein linksdrehender und ein rechtsdrehender Propeller, die bei Fahrt gegenläufig drehen. Der (in Fahrtrichtung gesehen) vordere Propeller soll den Hauptschub liefern und ist größer als der hintere Propeller. Der hintere Propeller ist kleiner und soll die Verwirbelungen des Hauptpropellers in Schub umsetzen. Zu diesem Zweck rotiert er gegenläufig. Der Antrieb benötigt einen speziellen Propellersatz. Diese sind in verschiedenen Ausführungen erhältlich. Die Serie 'A' ist für Dieselmotoren ausgelegt, wobei der kleinere Propeller teilweise vierblättrig (für Dieselmotoren vom Typ AQAD mit feststehendem Turbolader und ohne Kompressor) ausgeführt ist. Die Serien 'B' und 'C' werden für Benzinmotoren eingesetzt, wobei die Serie 'B' aus Aluminium und die Serie 'C' aus Stahl besteht. Volvo Penta schreibt bei Leistungen über 400 PS Stahlpropeller vor.
Die Vorteile dieses Antriebssystems gegenüber einem herkömmlichen sind ein guter Geradeauslauf, eine bis zu 30 Prozent höhere Beschleunigung und eine bis zu 5 Prozent höhere Höchstgeschwindigkeit, im Teillastbetrieb ein um 10 Prozent niedrigerer Verbrauch, ein besserer Grip im Wasser und dadurch ein schnelleres Angleiten, ein geringer Geräuschpegel und fehlender Radeffekt und deshalb keine Seitendrift bei Rückwärtsfahrt.
Ein ähnliches Konzept gibt es von Mercury Marine und wird dort als MerCruiser Bravo III bezeichnet und von Yamaha, wo es TRP heißt. Suzuki Marine verwendet seit 2019 ein „Suzuki Dual Prop System“ in seinem Außenbordmotor DF350A. Auch Yanmar bietet derartige Doppelpropeller bei der Sterndrive-Baureihe an.